# Loffeld
Loffeld ist ein Gemeindeteil der oberfränkischen Stadt Bad Staffelstein im Landkreis Lichtenfels.

## Geografie
Das Dorf liegt am südwestlichen Fuß des Staffelberges im Tal des Lauterbaches, einem linken Mainzufluss.

## Geschichte
Loffeld wurde 1272 erstmals genannt, als der Bamberger Bischof Berthold unter anderem den Zehnten in „Lochuelt“ dem Kloster Sonnefeld übereignete. Diese Erwähnung ist allerdings fraglich. Sicher ist die Nennung im Jahr 1416, als Staffelstein und die dazugehörigen Dörfer von der Bamberger Propstei getrennt wurde. Der Ortsname bedeutet am Wald gelegenes Feld.
1801 gehörte „Loffelt“ dem Bamberger Domkapitel. Der hohe Zent, die Steuer, die Dorf-, Gemeinde-, Lehen- und Vogteiherrschaft standen dem Amt Staffelstein zu. Das Dorf hatte ein Gemeindehaus, 33 andere Häuser, 29 Stadel, 4 öde Hofstätten und eine Mühle, die einstige Mohr-Mühle. 1862 erfolgte die Eingliederung von Loffeld, als Ortsteil der Landgemeinde Horsdorf, in das neu geschaffene bayerische Bezirksamt Staffelstein.
1856 gründete Jakob Geldner eine Brauerei, die heutige Staffelberg-Bräu. 1875 hatte Loffeld 210 Einwohner und 103 Gebäude. Die katholische Schule stand im ein Kilometer und die katholische Kirche im drei Kilometer entfernten Staffelstein. 1900 umfasste die Landgemeinde Horsdorf eine Fläche von 518,23 Hektar, 419 Einwohner, von denen 405 katholisch waren, und 71 Wohngebäude. 225 Personen lebten in Loffeld in 39 Wohngebäuden. Die evangelische Schule und Kirche befanden sich im 10,5 Kilometer entfernten Herreth.
1925 lebten 200 Personen in 40 Wohngebäuden, 1950 waren es 274 Einwohner und 40 Wohngebäude. Im Jahr 1970 zählte der Ort 262 Einwohner und 1987 281 Einwohner und 73 Wohngebäude.
In den 1970er Jahren wurde die Gemeinde Horsdorf aufgelöst und in die Stadt Staffelstein eingegliedert. Seitdem ist Loffeld ein Ortsteil von Staffelstein. Am 1. Juli 1972 wurde der Landkreis Staffelstein aufgelöst. Seitdem gehört Loffeld zum Landkreis Lichtenfels.

## Sehenswürdigkeiten
In Dorfmitte steht das ehemalige Gemeindehaus, ein markanter Fachwerkbau aus dem Jahre 1752.
Die katholische Filialkirche wurde 1937 als Kapelle „Patrona Bavariae“ nach Plänen des Lichtenfelser Architekten Josef Bohlein errichtet. Der Altar stammt aus dem Jahr 1948 und ist ein Werk des Künstlers Gerhart Kraaz.
Siehe auch Liste der Baudenkmäler in Loffeld